# Sidney Cutner
Pour les articles homonymes, voir Cutner.
Sidney Cutner est un compositeur de musiques de films né le 16 avril 1903 et décédé le 20 septembre 1971.

## Filmographie
- 1934 : Wake Up and Dream
- 1935 : Death from a Distance
- 1935 : The Girl Who Came Back (en) de Charles Lamont
- 1938 : Vacances (Holiday)
- 1938 : City Streets
- 1938 : The Spider's Web
- 1938 : Flight to Fame
- 1939 : Homicide Bureau
- 1939 : Les Policiers de l'air (en) (Flying G-Men) de James W. Horne et Ray Taylor
- 1939 : Romance of the Redwoods
- 1939 : North of the Yukon
- 1939 : Mandrake the Magician
- 1939 : Overland with Kit Carson
- 1940 : La Dame du vendredi (His Girl Friday)
- 1940 : The Lone Wolf Strikes
- 1940 : The Lone Wolf Meets a Lady
- 1940 : Men Without Souls
- 1940 : Escape to Glory
- 1940 : Out West with the Peppers
- 1940 : Five Little Peppers in Trouble
- 1941 : The Lone Wolf Keeps a Date
- 1941 : Le Visage derrière le masque (The Face Behind the Mask) de Robert Florey
- 1941 : Meet Boston Blackie
- 1941 : The Lone Wolf Takes a Chance
- 1941 : Texas, de George Marshall
- 1942 : Ma sœur est capricieuse (My Sister Eileen)
- 1943 : Appointment in Berlin (en)
- 1944 : The Racket Man
- 1944 : Aventures au harem (Lost in a Harem)
- 1949 : Some of the Best
- 1950 : Pagan Love Song
- 1951 : Tout ou rien (Go for Broke!)
- 1952 : This Is Cinerama
- 1953 : Those Redheads from Seattle
- 1955 : Hold Back Tomorrow
- 1958 : Fusillade à Tucson (en) (Gunsmoke in Tucson) de Thomas Carr
- 1959 : Vertes Demeures (Green Mansions)
- 1959 : Le Cirque fantastique (The Big Circus)
- 1959 : The Alaskans (série télévisée)
- 1960 : Le Monde perdu (The Lost World)
- 1962 : Qu'est-il arrivé à Baby Jane ? (What Ever Happened to Baby Jane?)
- 1965 : Le Proscrit (Branded) (série télévisée)
- 1965 : Indian Paint (en)
- 1967 : Les Envahisseurs (The Invaders) (série télévisée)